# Buscadores de voz
Los buscadores de voz son programas informáticos destinados a buscar en Internet haciendo uso de la voz humana. En la actualidad, la busca oral ya se utiliza en aplicaciones de Google y en teléfonos móviles.
Esta manera de buscar es relativamente nueva y está basada en una serie de algoritmos que permiten que la computadora pueda reconocer las sílabas, procesarlas y realizar la búsqueda.

## Historia
- Los inicios: años 50

1. Bell Labs. Reconocimiento de los dígitos aislados (mono locutor).
2. RCA Labs. Reconocimiento de 10 sílabas (mono locutor).
3. University College in England. Reconocedor fonético.
4. MIT Lincoln Lab. Reconocedor de vocales independientes del emisor.

- Los fundamentos: años 60

1. CMU (Carnegie Mellon University). Reconocimiento del habla continua.

- Las primeras soluciones: años 70

1. Reconocimiento de palabras aisladas.
2. IBM: Investigación por el reconocimiento de grandes vocabularios.
3. Sistema HARPY (CMU), primer sistema con éxito.

- Reconocimiento del habla continua: años 80

1. Explosión de los métodos estadísticos.
2. Introducción de las redes neuronales en el reconocimiento de voz.

- Empieza el negocio: años 90

1. Aparecen las primeras aplicaciones.
2. Sistemas de dictado.
3. Integración entre el reconocimiento de voz y el procesamiento del lenguaje natural.

- Una realidad: años 00

1. Integración de las aplicaciones para teléfono e Internet.
2. Aparece el estándar VoiceXML.

## Lenguas reconocidas
Estos son los idiomas en los que el buscador de voz Google nos reconocerá:
- Inglés (Australia, Canadá, India, Nueva Zelanda, Sudáfrica, Reino Unido, EE. UU.)
- Africanos
- Árabe (7 dialectos)
- Checo
- Holandés
- Francés
- Alemán
- Italia
- Idóneos
- Japonés
- Corea
- Americano
- El chino mandarín (tradicional de Taiwán, simplificado China, Hong Kong simplificado)
- Malasia
- Polaco
- Portugués (Brasil)
- Ruso
- Español (Argentina, Bolivia, Chile, Colombia, Costa Rica, República Dominicana, Ecuador, El Salvador, Guatemala, Honduras, México, Nicaragua, Panamá, Paraguay, Perú, Puerto Rico, España, EE. UU., Uruguay, Venezuela)

## Aplicaciones destacables
- Google Voice Search

El 14 de junio de 2011, Google hizo público que lanzaría esta aplicación y que ofrecería a los usuarios la búsqueda con reconocimiento de voz utilizando Google Chrome, con un simple clic en el icono del micrófono puedes hacer una búsqueda con tu voz.
- Google Maps con búsqueda por voz

En el verano de 2008, Google añadió la búsqueda de voz para móviles de Google Maps, permitiendo a los usuarios decir sus búsquedas, además de escribirlas.
- Google Mobile App

Esta aplicación permite a los usuarios buscar en Google por voz, aplicación muy parecida a la de Google Voice Search pero para móviles.

## Limitaciones
Las limitaciones que hay en este momento son que los buscadores de voz llamados anteriormente se realizarán con el navegador Google Chrome y todos los idiomas que no son el Inglés tienen problemas para reconocer las sílabas y no tener malas búsquedas.

## Enlaces interesantes
- SEO para búsquedas por voz
- Video Google voice search (Inglés)
- Videos de Google maps i Google Mobile App